# Thiania cavaleriei
Thiania cavaleriei är en spindelart som beskrevs av Schenkel 1963. Thiania cavaleriei ingår i släktet Thiania och familjen hoppspindlar. Inga underarter finns listade i Catalogue of Life.